# Crocidura grayi
Crocidura grayi är en däggdjursart som beskrevs av George Edward Dobson 1890. Crocidura grayi ingår i släktet Crocidura och familjen näbbmöss. IUCN kategoriserar arten globalt som livskraftig. Inga underarter finns listade i Catalogue of Life.
Denna näbbmus förekommer på Luzon och Mindoro samt på mindre öar i norra Filippinerna. Den lever i kulliga områden och i bergstrakter mellan 240 och 2400 meter över havet. Crocidura grayi vistas i olika slags ursprungliga skogar samt i viss mån i förändrade skogar.